# Кастијадас
Кастијадас (итал. Castiadas) је насеље у Италији у округу Каљари, региону Сардинија.
Према процени из 2011. у насељу је живело 55 становника. Насеље се налази на надморској висини од 167 м.

## Становништво
| 1936. | 1951. | 1961. | 1971. | 1981. | 1991. | 2001. | 2011. |
| ----- | ----- | ----- | ----- | ----- | ----- | ----- | ----- |
| 805   | 942   | 1.096 | 1.000 | 1.068 | 1.226 | 1.310 | 1.507 |